# ATI Radeon 7000
ATI Radeon 7000 系列顯示卡，顯示核心代號 Radeon R100，由 ATI 研發並在2000年中旬正式发布。當時桌面型图形卡市場只剩下 ATI 和 NVIDIA 两家公司，NVIDIA 發佈 GeForce 256 和 GeForce 2。面對著 nVidia 的攻勢，ATI 发布 Radeon R100 显示核心，首款採用此核心的是 Radeon 256 顯示卡。Radeon R100 首次支援 DirectX 7。支援硬體T&L，硬件几何变形，光照效果，和图象剪切。它亦首次使用 DDR SDRAM 作為顯存。這些功能使 Radeon 在性能上可与 GeForce 2 一决高下。
ATI Radeon 7000 系列显卡是 ATI 成功的一款显卡。而現今併購了 ATI 的 AMD，显卡產品繼續使用 Radeon 這个名字。

## Charisma Engine
這是 Radeon 100 的最重要賣點。在硬件T&L技術支援下，能每秒生成3000万个三角形。這个几何引擎能令立體画面更真实和更柔和。此外，Radeon 100 最大的功能是支持三重纹理贴图，其理论性能已经超过当时的 Geforce2 GTS。但不幸的是，Geforce 2 GTS 使用在应用程序中广泛受到支持的每周期两重纹理贴图，由于支持三重纹理贴图的应用程序太少，Geforce2 GTS 事实上在多數應用中的性能仍超越Radeon 100。

## Radeon 256
Radeon 256 是 Radeon 100 系列晶片的第一張顯示卡。它的核心是重新設計的，不像 Rage 128 Pro 般基於 Rage 128 顯核。它有兩條像素流水線，每絛拥有三个纹理单元。顯核采用 0.18微米製程，内建3000万个晶体管，三角形生成率是每秒3000万个。它可以使用頻率達 200MHz 的 DDR SDRAM。Radeon 256 的其中一个特点是其 VIVO 和 DVD 硬體輔助播放功能，配合 DirectX 7 的出色 3D 效果。
在 Radeon 8500 推出后，Radeon256 被称为 Radeon7200。
ATI 原厂 Radeon 256 共有5个版本
- Radeon 256 32MB DDR SDRAM
- Radeon 256 64MB DDR SDRAM
- Radeon 256 32MB SDRAM
- Radeon 256 32MB DDR SGRAM
- Radeon 7200 32MB DDR SGRAM

## Radeon 7500

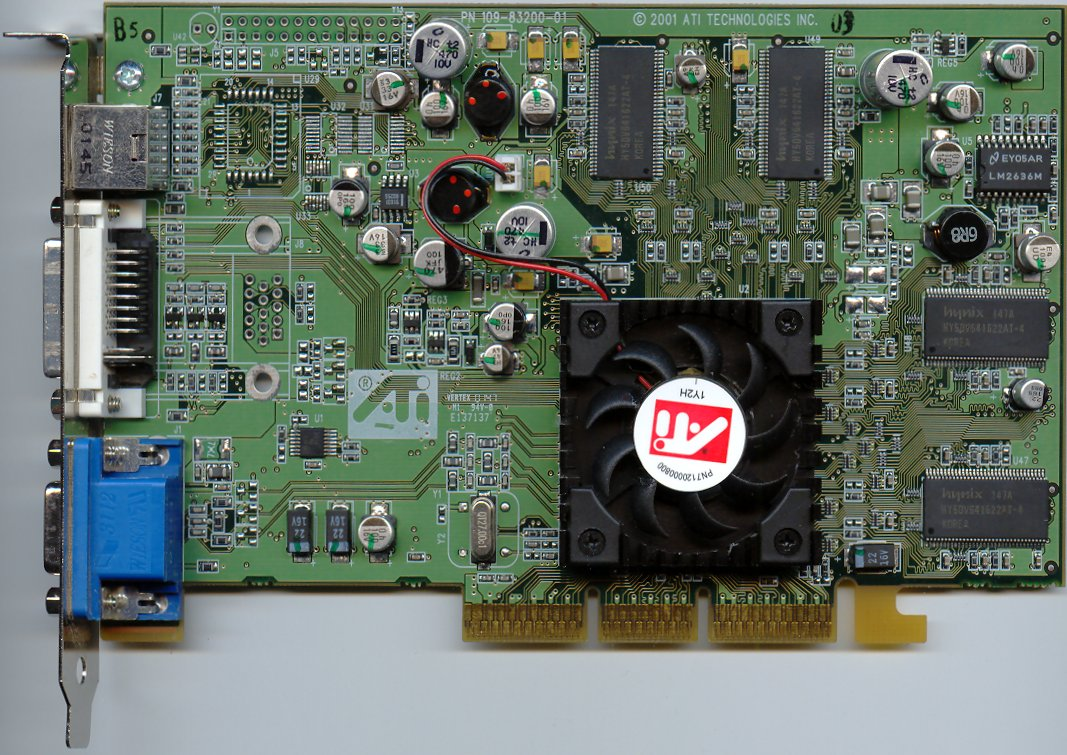
Radeon 7500

它是 Radeon 256 的高頻板，用作對抗 GeForce 2 Ti，但不敵其後發表的 GeForce 4 MX440。

## 各版本列表
与 NVIDIA 的 GeForce 2 显核系列一样，RADEON 划分多个版本：
- RADEON 256 後來改名 Radeon 7200
- RADEON VE（只剩下一条像素管线）後來改名 Radeon 7000
- RADEON LE（只在亞洲發售 OEM 版，驅動屏蔽 HYPER-Z 技术）
- RADEON 7500 是 Radeon 256 的高頻板